# 테오도레토스

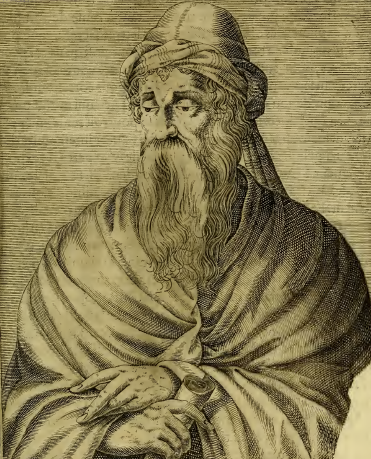

테오도레토스(그리스어: Θεοδώρητος Κύρρου; c. AD 393 – c. 458/466)은 안티오키아 학파의 영향력 있는 신학자이자 성서 주석가이자 키루스의 기독교 주교(423-457)였다. 다양한 에큐메니칼 행위와 분열을 초래한 5세기 비잔틴 교회의 여러 논쟁에서 중추적인 역할을 했다. 네스토리오스에게 보내진 알렉산드리아의 키릴로스의 12개 아나테마에 반대하는 글을 썼고 칼케돈 공의회가 열릴 때까지 네스토리오스를 개인적으로 비난하지 않았다. 키릴로스를 반대하는 그의 글은 삼장논쟁에 포함되었고 제2차 콘스탄티노폴리스 공의회에서 정죄되었다. 일부 칼게돈 및 동시리아 기독교인들은 그를 성인으로 여긴다.